# 莱申采托毛伊
莱申采托毛伊，是匈牙利维斯普雷姆州所辖的一个村，总面积24.08平方公里，总人口1103，人口密度45.8人/平方公里（2010年1月1日）。